# 워크에식
워크에식(work ethic) 일을 하는데 있어서 성실성의 정도를 의미한다. 
한국어로 노동 윤리, 직업 윤리로 번역되기는 하지만 그 의미가 조금 다르다.

## 같이 보기
- 직업 윤리